# Candi Milo
Candyce Anne Rose "Candi" Milo (Palm Springs, Kalifornia, 1961. január 9. –) amerikai komikus, színész, rendező, producer.

## Filmjei
- Ármány és szenvedély (1985)
- Dokiakadémia (1985)
- Pöttöm kalandok (1989-1992)
- Botcsinálta angyal (1990)
- Bobby világa (1990-1998)
- Fürkészszárny (1991)
- Nem veszek több csókot (1992)
- Aladdin (1992)
- Huncut világ (1992)
- Dinka banda (1992)
- Két lökött kutya (1993)
- A bolygó kapitánya (1994)
- Gyuszi nyuszi kalandjai (1994)
- Aladdin (1994)
- Karácsonyi manóságok (1995)
- A kullancs (1996)
- A maszk (1997)
- Jaj, a szörnyek! (1997)
- 101 kiskutya (1997)
- Boci és Pipi (1997-1999)
- Hódító hódok (1997-1999)
- Dexter laboratóriuma (1997-2003)
- Bunkó és a Vész (1998)
- Én vagyok Menyus (1998-1999)
- A Thornberry család (1998-1999)
- Hé, Arnold! (1999)
- Timon és Pumbaa (1999)
- Egérmese 4. – Az éjjeli lény rejtélye (1999)
- Fecsegő tipegők (1999-2002)
- Scooby és az idegen megszállók (2000)
- Pindúr pandúrok (2000)
- Ginger naplója (2000-2002)
- Chihiro Szellemországban (2001)
- Jackie Chan kalandjai (2001)
- Clifford, a nagy piros kutya (2001)
- Jimmy Neutron, a csodagyerek (2001)
- Fakopáncs Frici kalandjai (2002)
- Az életem tinirobotként (2002-2006)
- Jimmy Neutron kalandjai (2002-2006)
- Időcsapat (2003)
- Scooby-Doo és a mexikói szörny (2003)
- Hunyor-major (2003-2005)
- Billy és Mandy kalandjai a kaszással (2004-2007)
- Fosterék háza képzeletbeli barátoknak (2004-2009)
- Möbius átjáró (2005)
- A kertvárosi gettó (2006)
- Hangya boy (2006)
- Rémkölykök – Z.É.R.Ó. hadművelet (2006)
- Casper az Ijesztő Iskolában (2006)
- Én, Eloise (2006-2007)
- Király suli (2006-2008)
- Cserecsapat (2006-2009)
- Bajkeverő majom (2006-2022)
- Amerikai sárkány (2007)
- A tigris (2007-2008)
- A Garfield-show (2008-2013)
- Szombaték titkos világa (2009)
- Ne nézz fel! (2009)
- Sheen bolygója (2010-2013)
- Gondos bocsok (2012)
- Pecatanya (2013)
- Hókirálynő 2. (2014)
- Kenyér királyok (2014-2016)
- Riley a nagyvilágban (2015)
- Csizmás, a kandúr kalandjai (2015-2018)
- A hét T (2016)
- Bűvös varázskardok (2016-2018)
- Csak lazán, Scooby-Doo! (2017)
- Szófia hercegnő (2017)
- A tini nindzsa teknőcök felemelkedése (2018)
- Hová tűnt Vili? (2019)
- Tapsi Hapsi és barátai (2020-2023)
- Szörnyviadal (2021)
- Macitesók (2022)
- James és Max különös kalandjai (2022)
- Csőrike király (2022)
- Csészefej és Bögrearc (2022)
- A közbekotyogó kiscsibe (2022-2023)
- Apu, az intergalaktikus fejvadász (2023)
- Dóra (2024)

## Fordítás
- Ez a szócikk részben vagy egészben  a   Candi Milo című angol Wikipédia-szócikk fordításán alapul.  Az eredeti cikk szerkesztőit annak laptörténete sorolja fel. Ez a jelzés csupán a megfogalmazás eredetét és a szerzői jogokat jelzi, nem szolgál a cikkben szereplő információk forrásmegjelöléseként.